# Pinassa de la Soleia de Matalonga
La Pinassa de la Soleia de Matalonga (Pinus nigra) és un arbre que es troba a Castellar del Vallès (el Vallès Occidental), el qual és una de les pinasses de grans dimensions que es troben escampades pel Parc Natural de Sant Llorenç del Munt i l'Obac, ja que ocupa el segon lloc pel que fa al rànquing de gruixària (a escassa distància de la reina d'aquesta espècie a la comarca: la Pinassa del Dalmau).

## Dades descriptives
- Perímetre del tronc a 1,30 m: 3,03 metres.
- Alçada: Uns 26 metres.
- Amplada de la capçada: 16 x 18 metres (amplada mitjana capçada: 17 metres).
- Altitud sobre el nivell del mar: 469 metres.[1]

## Entorn
S'alça en una raconada poc transitada del Sot de Matalonga, raó per la qual no fou descoberta fins fa ben pocs anys gràcies a l'empenta dels excursionistes castellarencs. Té la peculiaritat de créixer al vessant sud de la carena, totalment exposada a l'embat del sol: un fet que constitueix tota una raresa tenint en compte que la pinassa és una espècie de marcat caràcter continental, amant de les zones obagues de Sant Llorenç del Munt. La raó d'aquesta aparent contradicció cal cercar-la en les condicions microambientals del torrent on creix, ben enclotat i humit gràcies a l'aigua que recull la capçalera rocallosa.

## Aspecte general
És un arbre vigorós i en excel·lent estat de salut, a diferència de la majoria de pinasses grosses del massís de Sant Llorenç del Munt, les quals mostren signes d'infecció de fongs i d'atacs d'insectes.

## Accés
Es troba al Sot de Matalonga, al vessant llevantí del massís de Sant Llorenç del Munt: estacionem el cotxe a l'esplanada que s'estén al marge esquerre de la carretera B-124 de Castellar del Vallès cap a Sant Llorenç Savall, just al quilòmetre 13,2 i cent metres abans de l'aparcament de l'Ermita de les Arenes. Un parell de plàtans que s'alcen al mig del pla i un atrotinat edifici blanc (antiga bàscula) ens serviran de referència. Comencem a caminar per la pista de terra que arrenca del fons de l'esplanada, passant un cadenat i ignorant un sender que surt a mà esquerra. Recorreguts cent metres ignorem un altre camí a l'esquerra (Travessa Matagalls-Montserrat) i continuem recte per la pista. Deixem a mà dreta la pista que mena a l'ermita i continuem recte, per la d'enfront. Remuntem el Sot de Matalonga ben bé per la llera del torrent, ignorant algun trencall secundari que surt a l'esquerra. Abandonem el torrent i girem cap a la dreta, seguint el traçat de la pista. Comencem a remuntar la canal de la Forriola a través d'un alzinar molt gestionat, on el sotabosc i les branques baixes dels arbres han estat talats. Recorreguts uns 200 metres, abandonem la pista principal i en prenem una de secundària, poc fressada, que puja a mà esquerra. Al cap de poc, la pista es desdibuixa per esdevenir un viarany que planeja en direcció oest, a través d'un bosc mixt d'alzines i pins. Anem seguint aquest corriol, estret però força definit. Assolim un torrent cobert de densa vegetació on destaca la presència d'una pinassa força grossa, però que no és la que cerquem. Remuntem el torrent una cinquantena de metres per descobrir, ara sí, la descomunal pinassa de la Soleia de Matalonga. Val la pena enfilar-se al roquissar que s'estén uns metres més amunt per tal d'obtindre una visió de conjunt de la ramificada capçada del colossal arbre. Coordenades UTM: 31T X0420418 Y4610879.